# Campionati del mondo di corsa campestre 1987
Il XV Campionato mondiale di corsa campestre si è disputato ad Varsavia, in Polonia, il 22 marzo 1987 allo Służewiec. Vi hanno preso parte 576 atleti in rappresentanza di 47 nazioni. Il titolo maschile è stato vinto da John Ngugi mentre quello femminile da Annette Sergent.

## Nazioni partecipanti
Qui sotto sono elencate le nazioni che hanno partecipato a questi campionati (tra parentesi il numero degli atleti per ciascuna nazione):
- Algeria (14)
- Australia (18)
- Belgio (20)
- Brasile (11)
- Bulgaria (5)
- Canada (20)
- Cecoslovacchia (6)
- Cina (3)
- Cipro (8)
- Cuba (2)
- Danimarca (3)
- Egitto (3)
- Etiopia (20)
- Francia (20)
- Galles (19)
- Germania Ovest (17)

- Giamaica (7)
- Giappone (19)
- Grecia (9)
- Hong Kong (8)
- India (14)
- Inghilterra (21)
- Irlanda (21)
- Irlanda del Nord (20)
- Israele (3)
- Italia (21)
- Kenya (21)
- Lussemburgo (1)
- Marocco (6)
- Norvegia (10)
- Nuova Zelanda (14)
- Paesi Bassi (7)

- Polonia (20)
- Portogallo (15)
- Romania (5)
- Scozia (21)
- Spagna (21)
- Stati Uniti (20)
- Svezia (21)
- Svizzera (10)
- Taipei cinese (7)
- Tunisia (14)
- Turchia (6)
- Ungheria (6)
- Unione Sovietica (11)
- Yemen del Nord (2)
- Zimbabwe (6)

## Risultati

### Individuale (uomini seniores)
| Pos. | Atleta           | Nazione     | Tempo (m's") |
| ---- | ---------------- | ----------- | ------------ |
|      | John Ngugi       | Kenya       | 36'07"       |
|      | Paul Kipkoech    | Kenya       | 36'07"       |
|      | Paul Arpin       | Francia     | 36'51"       |
| 4    | Abebe Mekonnen   | Etiopia     | 36'53"       |
| 5    | Some Muge        | Kenya       | 36'54"       |
| 6    | Andrew Masai     | Kenya       | 37'01"       |
| 7    | Pat Porter       | Stati Uniti | 37'04"       |
| 8    | Paul McCloy      | Canada      | 37'08"       |
| 9    | Bruno Le Stum    | Francia     | 37'09"       |
| 10   | David Clarke     | Inghilterra | 37'10"       |
| 11   | Steve Moneghetti | Australia   | 37'11"       |
| 12   | Ed Eyestone      | Stati Uniti | 37'11"       |

### Squadre (uomini seniores)
| John Ngugi          | 1     |
| Paul Kipkoech       | 2     |
| Some Muge           | 5     |
| Andrew Masai        | 6     |
| Moses Tanui         | 18    |
| Sisa Kirati         | 21    |
| (Boniface Merande)  | (48)  |
| (Samuel Nyangincha) | (67)  |
| (Vincent Kibiwott)  | (123) |

| Dave Clarke         | 10   |
| Carl Thackery       | 20   |
| Kevin Forster       | 22   |
| Steve Binns         | 23   |
| Craig Mochrie       | 33   |
| Jonathan Richards   | 38   |
| (Tim Hutchings)     | (43) |
| (Paul Roden)        | (46) |
| (Martin McLoughlin) | (59) |

| Abebe Mekonnen         | 4    |
| Haji Bulbula           | 17   |
| Wodajo Bulti           | 27   |
| Wolde Silasse Melkessa | 29   |
| Melese Feissa          | 39   |
| Bekele Debele          | 45   |
| (Habte Negash)         | (53) |
| (Chala Urgessa)        | (70) |
| (Negatu Seyoum)        | (96) |

- Nota: gli atleti tra parentesi non hanno concorso al punteggio totale della squadra

### Individuale (uomini under 20)
| Pos. | Atleta            | Nazione     | Tempo (m's") |
| ---- | ----------------- | ----------- | ------------ |
|      | Wilfred Kirochi   | Kenya       | 22'18"       |
|      | Demeke Bekele     | Etiopia     | 22'18"       |
|      | Debebe Demisse    | Etiopia     | 22'20"       |
| 4    | William Koskei    | Kenya       | 22'27"       |
| 5    | Mathew Rono       | Kenya       | 22'28"       |
| 6    | Aligaz Alemayehu  | Etiopia     | 22'28"       |
| 7    | Simon Mugglestone | Inghilterra | 22'33"       |
| 8    | Bedile Kibret     | Etiopia     | 22'37"       |
| 9    | Ararse Fuffa      | Etiopia     | 22'39"       |
| 10   | Thomas Osano      | Kenya       | 22'55"       |
| 11   | Abel Gisemba      | Kenya       | 23'01"       |
| 12   | Haydar Dogan      | Turchia     | 23'07"       |

### Squadre (uomini under 20)
| Demeke Bekele    | 2    |
| Debebe Demisse   | 3    |
| Aligaz Alemayehu | 6    |
| Bedile Kibret    | 8    |
| (Ararse Fuffa)   | (9)  |
| (Tesfayi Dadi)   | (63) |

| Wilfred Kirochi | 1    |
| William Koskei  | 4    |
| Mathew Rono     | 5    |
| Thomas Osano    | 10   |
| (Abel Gisemba)  | (11) |
| (Joseph Otwori) | (13) |

| Kenji Ayabe        | 14   |
| Yoshinori Yokota   | 18   |
| Masaki Yamamoto    | 20   |
| Hideyuki Matsumoto | 21   |
| (Riyouki Murakami) | (85) |
| (Yohinori Sato)    | (92) |

- Nota: gli atleti tra parentesi non hanno concorso al punteggio totale della squadra

### Individuale (donne seniores)
| Pos. | Atleta               | Nazione          | Tempo (m's") |
| ---- | -------------------- | ---------------- | ------------ |
|      | Annette Sergent      | Francia          | 16'46"       |
|      | Liz Lynch            | Scozia           | 16'48"       |
|      | Ingrid Kristiansen   | Norvegia         | 16'51"       |
| 4    | Lynn Jennings        | Stati Uniti      | 16'55"       |
| 5    | Lesley Lehane        | Stati Uniti      | 16'57"       |
| 6    | Mariana Stanescu     | Romania          | 17'04"       |
| 7    | Cornelia Bürki       | Svizzera         | 17'08"       |
| 8    | Krishna Wood         | Australia        | 17'11"       |
| 9    | Paula Ivan           | Romania          | 17'12"       |
| 10   | Natalya Sorokivskaya | Unione Sovietica | 17'13"       |
| 11   | Margaret Wairimu     | Kenya            | 17'14"       |
| 12   | Martine Fays         | Francia          | 17'19"       |

### Squadre (donne seniores)
| Lynn Jennings        | 4    |
| Lesley Lehane        | 5    |
| Mary Knisely         | 14   |
| Janet Smith          | 23   |
| (Suzanne Girard)     | (44) |
| (Sabrina Dornhoefer) | (53) |

| Annette Sergent     | 1     |
| Martine Fays        | 12    |
| Anne Viallix        | 18    |
| Maria Lelut         | 19    |
| (Patricia Demilly)  | (25)  |
| (Christine Loiseau) | (128) |

| Natalya Sorokivskaya | 10   |
| Olga Bondarenko      | 13   |
| Yelena Romanova      | 15   |
| Marina Rodchenkova   | 17   |
| (Svetlana Ulmasova)  | (34) |
| (Natalya Lagunkova)  | (62) |

- Nota: gli atleti tra parentesi non hanno concorso al punteggio totale della squadra

## Medagliere
Legenda
     Paese ospitante
| Posizione | Paese            | Oro | Argento | Bronzo | Totale |
| --------- | ---------------- | --- | ------- | ------ | ------ |
| 1         | Kenya            | 3   | 2       | 0      | 5      |
| 2         | Etiopia          | 1   | 1       | 2      | 4      |
| 3         | Francia          | 1   | 1       | 1      | 3      |
| 4         | Stati Uniti      | 1   | 0       | 0      | 1      |
| 5         | Inghilterra      | 0   | 1       | 0      | 1      |
| 5         | Scozia           | 0   | 1       | 0      | 1      |
| 7         | Giappone         | 0   | 0       | 1      | 1      |
| 7         | Norvegia         | 0   | 0       | 1      | 1      |
| 7         | Unione Sovietica | 0   | 0       | 1      | 1      |
| Totale    | Totale           | 6   | 6       | 6      | 18     |